# Marc Albrecht
Marc Albrecht (Hannover, 1964) is een Duitse dirigent.
Albrecht is de zoon van dirigent George Alexander Albrecht en voormalig ballerina Corinne Albrecht. Hij was onder meer assistent van Claudio Abbado bij het Gustav Mahler Jugendorchester en assistent-dirigent van Gerd Albrecht (geen familie) bij de Hamburgische Staatsoper. 
Tussen 1995 en 2001 was Albrecht muzikaal leider bij het Staatstheater Darmstadt. In 2005 werd hij artistiek adviseur bij het Orchestre Philharmonique de Strasbourg, waar hij in 2008 muzikaal leider werd. 
Sinds 2009 is Albrecht chef-dirigent bij De Nationale Opera en het Nederlands Philharmonisch Orkest in Amsterdam. Hij kondigde zijn vertrek aan na het seizoen 2019-2020, om zich te richten op zijn internationale carrière.
Op 20 juni 2020 werd hij vanwege zijn jarenlange bijdrage aan het Nederlandse en internationale muzieklandschap onderscheiden tot Ridder in de Orde van de Nederlandse Leeuw